# South Tucson
South Tucson ist eine City im Pima County im US-Bundesstaat Arizona. Das U.S. Census Bureau hat bei der Volkszählung 2020 eine Einwohnerzahl von 4.613 ermittelt.
South Tucson hat eine Fläche von 2,6 km². Die Bevölkerungsdichte liegt bei 1.774 Einwohnern je km². 
South Tucson liegt nahe der Downtown von Tucson und zwischen den Interstates 10 und 19 sowie der Arizona State Route 210.